# يوكيو سيغاوا
يوكيو سيغاوا (مواليد 8 سبتمبر 1954) هو ملاكم ياباني، مثّل بلاده في الألعاب الأولمبية الصيفية 1976.

## روابط خارجية
يوكيو سيغاوا على موقع بوكس ريك (الإنجليزية) (registration required)
- يوكيو سيغاوا على موقع أوليمبيديا (الإنجليزية)